# Cingalotettix
Cingalotettix is een geslacht van rechtvleugeligen uit de familie doornsprinkhanen (Tetrigidae). De wetenschappelijke naam van dit geslacht is voor het eerst geldig gepubliceerd in 1939 door Günther.

## Soorten
Het geslacht Cingalotettix omvat de volgende soorten:
- Cingalotettix latilobus Hancock, 1908
- Cingalotettix pterugodes Blackith, 1988